# Lignéville
Lignéville – miejscowość i gmina we Francji, w regionie Grand Est, w departamencie Wogezy.
Według danych na rok 1990 gminę zamieszkiwały 323 osoby, a gęstość zaludnienia wynosiła 26 osób/km² (wśród 2335 gmin Lotaryngii Lignéville plasuje się na 730. miejscu pod względem liczby ludności, natomiast pod względem powierzchni na miejscu 455.).